# Johann Kruse (Hexenforscher)
Johann Kruse (* 30. Dezember 1889 in Brickeln; † 13. Oktober 1983 in Bargfeld-Stegen) war ein deutscher Lehrer und Hexenforscher.

## Leben und Wirken
Johann Kruse war ein Sohn des Bauern Benjamin Kruse (* 11. Dezember 1864 in Brickeln; † 19. Dezember 1927 ebenda) und dessen Ehefrau Wiebke, geborene Kruse (* 25. März 1865 in Süderhastedt; † 28. Oktober 1921 in Brickeln), deren Vater ein Bauer war. Die Familie Kruse lebte seit langer Zeit in Dithmarschen; der Vater besaß einen der größten Höfe Brickelns.
Kruse widmete sich bereits in jungen Jahren, unterstützt von seiner Mutter, der Literatur. Er besuchte eine zweiklassige Volksschule in Quickborn und begann danach eine Ausbildung zum Lehrer, hätte aber als ältester Sohn das Recht gehabt, den väterlichen Hof zu übernehmen. Von 1905 bis 1911 lernte er an der Tonderner Präparandenanstalt und dem dortigen Seminar für Schullehrer. Bis zum Jahr 1917 arbeitete er als Lehrer in Toftlund. 1914/15 kämpfte er zwischenzeitlich während des Ersten Weltkrieges.
Kruse bildete sich autodidaktisch fort und entwickelte sich zu einem Verfechter des Darwinismus und des Monisten Ernst Haeckel. Aufgrund dieser Einstellung geriet er schnell in einen Konflikt mit der Schulbehörde, die vom geistlichen Konsistorium kontrolliert wurde. Im Jahr 1917 wechselte Kruse als Volksschullehrer nach Burg und nahm hier, wie er selbst sagte, den „Kampf gegen vier große „K“, Kaiser, Krieg, Kirche, Kapital“ auf. Aufgrund der eigenen Erfahrungen während des Krieges, während dessen zwei seiner Brüder und ein Schwager getötet wurden, entwickelte er sich zu einem entschiedenen Pazifisten. Kruse war von Kind auf sozialdemokratisch geprägt. 1926 wurde er Mitglied der SPD. Im Jahr 1928 trat er aufgrund deren Rüstungspolitik kurzzeitig aus der Partei aus und wechselte zur Deutschen Liga für Menschenrechte. In Burg übernahm er für einige Zeit die Schriftführung des Reichsbanners Schwarz-Rot-Gold. Konflikte mit dem reaktionären Pastor von Burg prägten seine komplette Einschätzung der Kirche, die er 1928 verließ. Sein Vetter Hans Fülster, der der Friedensbewegung angehörte, hatte maßgeblichen Anteil daran, dass er die Kirche, aufgrund der Kriegserlebnisse, als zwangsläufigen Gegner der Pazifismus ansah.
Er wollte gegen Vorstellungen des Glaubens der Landbevölkerung, insbesondere gegen Theorien über Personen, die vermeintlich Schadenszauber vornahmen, vorgehen, insbesondere gegen den Volksglauben bzgl. Hexen. Im Jahr 1923 publizierte er erstmals umfassend über den Hexenwahn in der Gegenwart. Darin schrieb er, dass zauberische Bibelinhalte und Geistliche, die in ihren Predigten die Theorie eines Teufels beschwörten, hierfür verantwortlich seien. Aus seiner Sicht sollte eine Ethik, deren Grundlage naturwissenschaftlich-monistische Natur sein sollte, dieses Problem lösen.
Aufgrund seiner Publikation wurde Kruse im Jahr 1926 an eine konfessionslose Schule in Altona versetzt. Hier beschäftigte er sich mehr mit linksliberalen und sozialistischen Entwicklungen der Weimarer Republik. Im Rahmen seiner literarischen Arbeiten lernte er führende sozialistische Schriftsteller kennen, übernahm aber die von ihnen verfolgte marxistische Theorie des Klassenkampfes nicht. Er sammelte niederdeutsche Volkserzählungen, die sozialkritische Themen behandelten. Unter dem Titel De starke Baas. Geschichten von den starken Klaas Andrees, den keeneen smieten kunn, brachte er 1927 Geschichten über einen an Till Eulenspiegel erinnernden bäuerlichen Krafthelden heraus. Sein Roman Schandmale unserer Zeit, der den Deichbau im Sönke-Nissen-Koog thematisierte, sollte im Internationalen Arbeiter-Verlag in den Druck gehen, wurde jedoch aufgrund der Machtergreifung vereitelt.
Während der Zeit des Nationalsozialismus verhielt sich Kruse ambivalent. Er wurde nach Werbung durch die NSDAP zunächst wieder Mitglied der evangelisch-lutherischen Kirche. Antiklerikale und naturwissenschaftlich aufgeklärte Nationalsozialisten baten ihn kurze Zeit später, am Kirchenkampf teilzunehmen, was er jedoch nicht tat. Aufgrund seiner „Links-Einstellung“ wurde er im schulischen Umfeld angegriffen. Nachdem die konfessionslose Sammelschule in Altona aufgelöst worden war, musste Kruse, wahrscheinlich auch aufgrund des fehlenden nationalsozialistischen Engagements, wiederholt die Stelle wechseln. Ende 1942 ging er aufgrund von Lungentuberkulose vorzeitig in den Ruhestand. Seine Hexenartikel lösten eine Kontroverse mit der Heimat und Nordelbingen aus, aufgrund derer ihn die Herausgeber wegen Verleumdung verklagten und ihn die Gestapo im Sommer 1943 verhörte. Kruse suchte daraufhin die Nähe zum Schwarzen Korps, das gegen Heimatforscher vorging, die den Volksglauben schätzten. Im selben Jahr verlegte er seinen Wohnsitz zu seiner Tochter nahe Rendsburg und lebte dort bis Kriegsende.
In den ersten Jahren nach dem Zweiten Weltkrieg trat Kruse nur noch aufgrund seines Engagements gegen den Antisemitismus und ehemalige Nationalsozialisten, die versuchten, in wichtige Positionen zu gelangen, politisch in Erscheinung. Im Antisemitismus sah er eine Parallele zum „Hexenwahn“. Er konzentrierte sich in diesen Jahren komplett auf die Bekämpfung des „neuzeitlichen Hexenwahns“ und veröffentlichte hierüber im Jahr 1951 das Buch Hexen unter uns. Darin kritisierte er nicht mehr die Kirche, sondern die „kulturell fortgeschrittenen Kreise und die verantwortlichen Behörden“, die aus seiner Sicht nicht gegen „die geistige Seuche des Hexenwahns“ vorgingen, sondern diese förderten.
Während der 1950er Jahre verfolgte Kruse mehrere „Hexenprozesse“. Dabei ging es zumeist um Personen, die als Hexen bezeichnet worden waren und Beleidigungsklagen einreichten, oder Verhandlungen gegen „Hexenbanner“, „Weise Frauen“ oder Laienheiler. Kruse entwickelte sich zu einer Kontaktperson für ausgegrenzte Menschen, für die er viele Eingaben an Kirche, Staat und wissenschaftliche Einrichtungen schrieb, um gegen den Hexenglauben vorzugehen. Bei den betroffenen Personen handelte es sich insbesondere um Frauen aus ländlichen Gebieten. Offizielle Stellen unterstützten Kruse eher selten. Die Presse hingegen verwendete die von ihm gesammelten Materialien in unzähligen, mitunter sensationslüsternen Beiträgen. Kruse strengte einen Prozess gegen zwei Verleger des 6. und 7. Buchs Moses an, der von 1953 bis 1961 in Braunschweig verhandelt wurde. Es handelte sich um eine populäre Zusammenstellung von Teufelsbeschwörungen und magisch-medizinischen Rezepten, die mitunter direkte Bezüge zu Hexenvorstellungen hatten. Kruse geriet insbesondere aufgrund dieses Prozesses in harte Auseinandersetzungen mit akademischen Volkskundlern. Will-Erich Peuckert argumentierte als Gutachter der Verteidigung, dass der Glaube an Hexen eine „eingeborene Gültigkeit“ habe. Das Mosesbuch sei ein Volksbuch, das auf älteren gelehrten medizinischen Vorstellungen beruhe. Kruses Gutachter Otto Prokop folgte während des Prozesses einem Ruf der Ostberliner Universität, sodass sich auch der Kalte Krieg auf den Prozess auswirkte.
Ältere Fachleute lehnten Kruse viele Jahre ab; einige hielten ihn für einen Monomanen. Dies änderte sich zu Beginn der 1970er Jahre, als eine neue Generation von Volkskundlern, die sozialkritische Ansätze verfolgte, seine Thesen aufgriffen und sich mit dem Themengebiet der Hexen beschäftigten. Im Jahr 1978 erschien sein Buch von 1951 erneut. 1979 war ein Teil seiner Archivmaterialien in der Ausstellung „Hexen“ in Hamburg zu sehen.

## Hexenarchiv

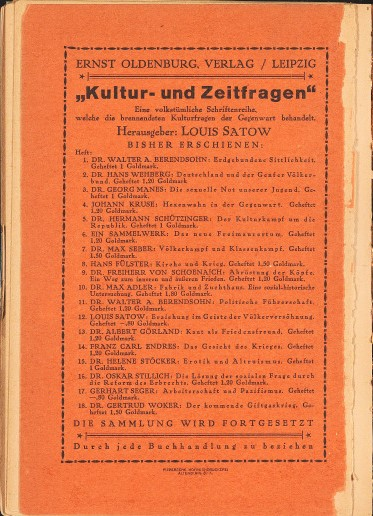
Hexenwahn in der Gegenwart

Seine umfangreiche Sammlung übergab Kruse im Jahr 1978 als Johann-Kruse-Archiv zur Erforschung des neuzeitlichen Hexenglaubens dem Hamburger Museum für Völkerkunde. Nachdem es sich mit Hexensprechstunden, Vorträgen über Jahresfeste, Zauberpraktiken und Referate zu Fragen naturreligiöser Spiritualität zwischenzeitlich zu einem heidnischen Zentrum entwickelt hatte, ist es heute bis auf Weiteres nicht zugänglich. Umfangreiche Umstrukturierungen des Bestands sind derzeit in Planung.
Zu Kruses 100. Geburtstag richtete das Museum für Völkerkunde im Januar/Februar 1990 eine „Hexen-Gedenkwoche“ aus. Diese umfasste eine Ausstellung, die auf seiner Sammlung basierte.

## Familie
Am 15. Mai 1914 heiratete Kruse in Süderhastedt Marie Hanssen (* 19. Januar 1893 in Großenrade; † 7. Juli 1981 in Hamburg). Sie war eine Tochter von Johann Hanssen (1861–1947) und dessen Ehefrau Margarethe, geborene Hennings (1867–1951) aus Großenrade.
Das Ehepaar Kruse hatte eine Tochter und den Sohn Hinrich Kruse (* 27. Dezember 1916 in Toftlund, † 17. Juli 1994), der als niederdeutscher Schriftsteller wirkte.